# Bellinga slot
Bellinga slott, og gods ligger ved Ellestadssjöns vestlige side i Ystads kommun.
Godset var fra 1500-tallet en sædegård under Sövdeborg. I 1860'erne udskiltes Bellinga og slottet blev bygget af Elisabeth Piper og hendes mand friherre Carl Fredrik Hochschild. Slottet har derefter været i slægten Pipers eje. Det er ikke tilgængeligt for offentligheden

## Eksterne kilder og henvisninger
- Sylve Åkesson: Om Bellinga slot Arkiveret 4. september 2012 hos  Wayback Machine

55°31′41″N 13°43′01″Ø / 55.52806°N 13.71694°Ø